# Metallåtervinning

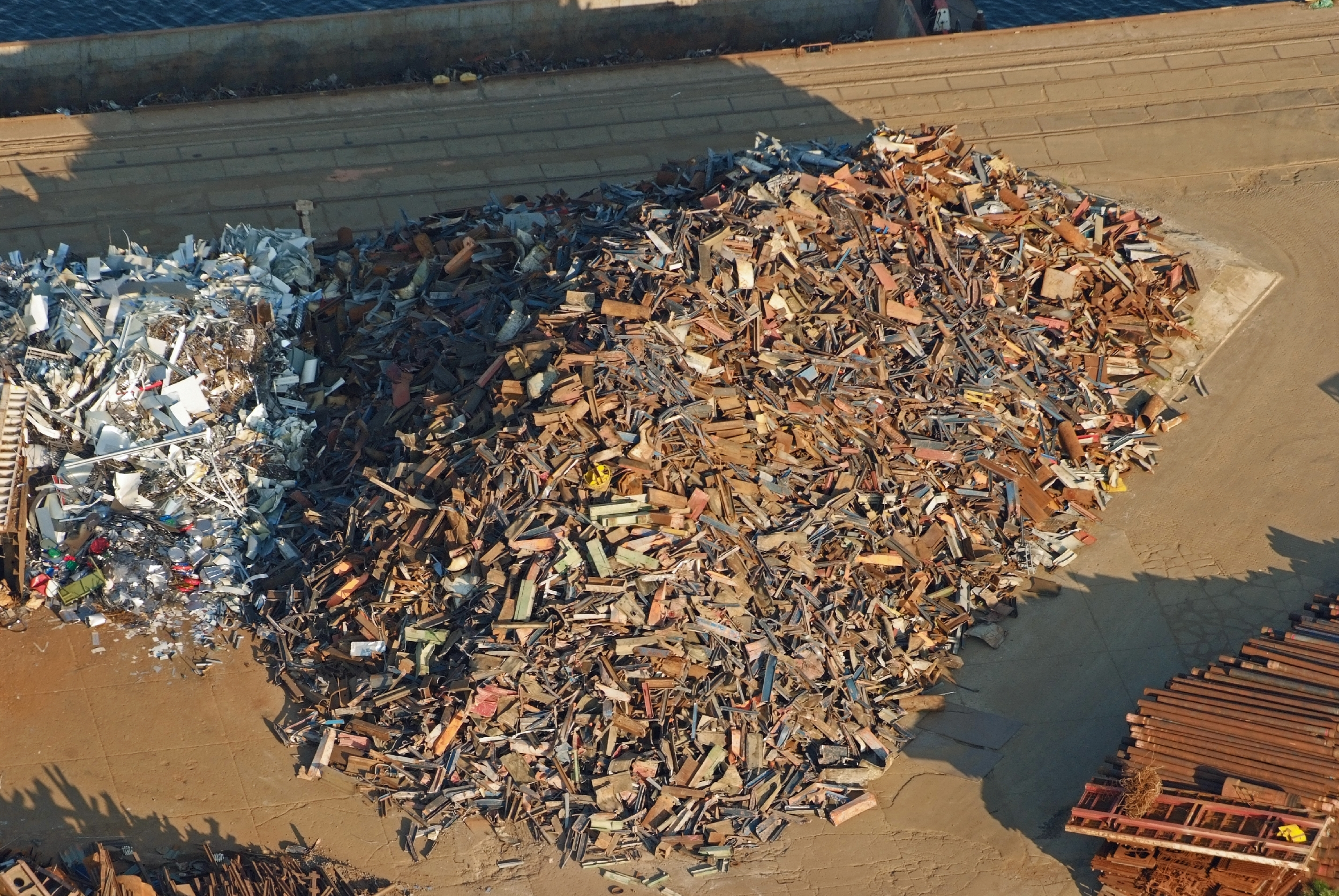
Metallskrot till återvinning.

Metallåtervinning är processen att återvinna av olika metallföremål, från förpackningar till byggmaterial och bilar, till nya produkter. År 2010 återvanns ungefär 400 miljoner ton metall världen över. Sedan dess har ett antal moderna och effektiva processer introducerats på marknaden som gör det möjligt att återvinna metall på ett hållbart sätt från industrier, hushåll och samhället i allmänhet. 
40% av världens stålframställning baseras på återvunnet material. Beroende på vilken metall som återvinns kan mellan 75% och 95% av energin sparas jämför med att utvinna samma mängd metall ut malm.

## Sortering
I det första ledet i återvinningen sorteras ofta alla metaller tillsammans. Därefter används flera olika metoder för att skilja olika metaller från varandra och sortera ut skräp. Med hjälp av en turbin som suger luft kan man skilja ut lättare material som plast och tyger. Magnetiska metaller (framförallt stål och järn) kan sorteras ut med hjälp av magneter. Vätskor med olika densitet kan också användas för att skilja de olika ämnen åt. Beroende på vad man vill sortera ut använder man en vätska i vilken det valda ämnet flyter medan tyngre ämnen sjunker.. Ickemagnetiska metaller kan också sorteras ut med hjälp en virvelströmsseparator, som skapar virvelströmmar (eddy curents på engelska) i metallerna med hjälp av kraftiga roterande magneter.

## Metaller

### Aluminium
Aluminium är en av de metaller som man sparar allra mest energi på att återvinna. Endast omkring 5% av energin som går åt för att utvinna en viss mängd aluminium ur bauxit krävs för att behandla samma mängd återvunnen aluminium. Enligt Material Economics rapport "Ett värdebeständigt svenskt materialsystem" som tagits fram med stöd av innovationsprogrammet RE:Source, går dock stora materialvärden förlorade varje år på grund av bristande aluminiumåtervinning. Bara i Sverige beräknas aluminium till ett värde av nästan 2 miljarder kronor falla ur användning varje år.

### Koppar
Koppar är på grund av dess höga värde den icke-ädelmetall som procentuellt sett återvinns mest i världen och den tredje mest återvunna metallen sett till total volym. På grund av detta uppskattar man att omkring 80 % av all koppar som någonsin brutits fortfarande är i bruk. Det höga värdet har även lett till att stölder av kablar och koppardetaljer på byggnader är vanliga, vilket leder till strömavbrott och andra störningar, och utsätter även tjuvarna för stor fara. 
Vid återvinning av koppar sparas upp till 85% av energin jämfört med vid nyframställning, och den återvunna kopparen har ungefär 95 % av originalets värde. 
Kopparskrotet delas vanligen in i olika klasser efter kvalité och värde. Den bästa kopparen kan smältas ner och återanvändas direkt, medan koppar av lägre kvalité kan innehålla orenheter eller rester från lödningar och liknande. Via elektrolys kan den renas till en högre kvalité. Den orena kopparen smälts då om till anoder som löses upp i ett syrabad och sedan återbildas på katoden i en renare form.

### Stål
Stål är lätt att sortera ut från andra metaller då det är magnetiskt. I exempelvis konservburkar är stålet dock täckt med en hinna av tenn. Detta kan lösas upp kemiskt och på så vis frigöra stålet. Vid stålåtervinning sparas 75% av energin jämfört med att framställa stålet ur järnmalm. Enligt Material Economics rapport "Ett värdebeständigt svenskt materialsystem" faller stål till ett värde av 29 miljarder ur användning varje år bara i Sverige. Det bevarade värdet på stålskrotet uppgår bara till 9 miljarder kronor vilket delvis beror på att omarbetningen till nytt stål är kostsam. Men hela 12 miljarder av värdeminskningen beror dock på olika former av förluster och nedgradering. 

## I världen

### Storbritannien
2005 återvanns ungefär 13 miljoner ton metall i Storbritannien. 60% av det återvunna materialet gick till export då man producerar mycket mer avfall än man har bruk för. Detta gör landet till en av världens fem största exportörer av metallskrot.

### Sverige
Total återvunnen mängd uppgår per år i Sverige till ca 33 000 ton. De huvudsakliga destinationerna för insamlat material i Sverige är SSAB i Luleå samt Boliden i Landskrona. Högst är insamlingsgraden för dryckesburkar av aluminium (90%), som är belagda med pant. Fram till 2007 administrerades metallåtervinningen i Sverige av Metallkretsen. Numera är det Fti - Förpacknings & tidningsinsamlingen som står för den operativa verksamheten. Metallkretsen är materialbolaget för de metallförpackningar som omfattas av producentansvaret för förpackningar i Sverige.